# Amani Makoe
Amani Makoe Valebalavu (20 febbraio 1991) è un calciatore figiano, difensore del Rewa.

## Carriera

### Nazionale
Ha partecipato alla Coppa d'Oceania del 2016.